# ロボ (クロノ・トリガー)
ロボ（Robo）は、スクウェアのコンピュータRPG『クロノ・トリガー』に登場する架空のロボット。

## プロフィール
- ロボ：175cm 189kg
- 「未来」で出会った戦闘のために作られた人型ロボット
- クロノ達が見つけ、ルッカが修理した。本来は不法侵入者を抹殺する任務が与えられていたが起動停止してしまったところを、ルッカの修理により心を持つようになった。
- 製造番号は「R-66Y」[1]。後に判明するコードネームはプロメテス。

## 特徴
魔法こそ使えないが、攻撃と回復の両方をこなし、多彩な連携技を持つ。デザインイラスト上では左腕が銃の様になっているが、実弾による攻撃は存在せず、タックルやパンチが主である。属性攻撃は冥の回転レーザー、火のサークルボム、天のエレキアタックと、水属性以外は全て揃う。

## ゲーム内での活躍
ラヴォスが去った後ルッカが彼を修理するまで、プロメテドームで故障して機能を停止していた。A.D.1000年へ帰るために時代を移動するゲートを探していたクロノ、マール、ルッカの一行に加わったロボは同型ロボットであるRシリーズ達6体から、彼が本当は人間を殺すために作られたものであり、欠陥品であったため捨てられたことを知る。同型機達は裏切り者のロボを痛めつけた。クロノ達が彼らを倒すと、ロボを引っ張って行き、再びルッカが修理した。その際にルッカから直ったら何がしたいかを訊かれ、クロノ達一行について歴史を変えるという新しい目的を得ることとなった。
しかし、この目的は仲間だったロボット達から役立たずの欠陥品と言われたロボの中に葛藤をもたらした。終盤のサブイベントにおいて、ロボは自身が作られたジェノサイドームに立ち寄る。そこで人間を滅ぼそうとするマザーブレーンと姉妹機アトロポス145と対峙することとなるのだが、その際、ロボこと本名プロメテスは、人間と行動を共にしてその生態を知るためのいわゆるスパイであったことが発覚する。しかしロボはその本来の任務を拒み、哀しい戦いの末にアトロポスを狂気から解放する。アトロポスは、最期に彼女のリボン（ロボの能力値の上昇）を残して機能を停止する。その後マザーブレインを倒すと、ジェノサイドームの機能を停止させ、彼の仲間は生まれてこなくなった。
また、別のサブイベントではA.D.600年の中世で砂漠化を食い止めて森を復活させようとする女性フィオナに協力する事になる。砂漠化を引き起こすモンスターを駆除しても、森を元に戻すためには何百年も働き続ける必要があった。ロボはその役を買って出、以後中世のフィールドには種まき、水やり、耕耘、カカシ役をするロボが出現する。この間に彼は、クロノ達を時代を超えた旅にいざなったのは誰かの意思によるものではないのかと考えるようになり、A.D.1000年の再生した森のフィオナ修道院で御神体として奉られていたところをクロノ達に回収されたところでそれを話した（そのときに森の樹液を固めて作った「みどりのゆめ」という戦闘不能を一度だけ自動回復するアクセサリーが手に入る）。
ラヴォスを倒した後、エンディングによっては、ルッカとの別れのシーンでオイルでアイセンサーが霞んで機械にぶつかるロボが見られる。歴史改変により廃墟で生まれた自らの存在が消えてしまうかも知れないにもかかわらず、ルッカを慰め気丈に振る舞う心優しい性格。なお、どのエンディングを見るかによるが、改変後の未来でも無事な姿を見る事が出来る。
プレイステーション版のエンディングムービーではロボと同じデザインの小さなロボットをルッカが作っていた。

## クロノ・クロスでの設定
ロボそのものは登場しないが、ロボの本名に似た名前が付けられた「プロメテウス」が登場する。ルッカによって制作された、コンピュータの暴走を防ぐための良心回路である。攻略本『クロノ・クロス アルティマニア』によれば、この「プロメテウス回路」はルッカが未来へ帰ったロボに想いを馳せて作られたものであり、ロボに使われていた回路そのものではないとされている。ただし「プロメテウス」の口調はロボとほとんど同じものとなっている。黒幕の一人フェイトを妨害する役割を果たしていたが、最終的にセルジュたちの前で「プロメテウス」は消去されることになってしまう。最期はセルジュに未来を託しながら消えて行った。この「フェイト」は『クロノ・トリガー』に登場する「マザーブレーン」に相当する存在であるが、辿った歴史が異なるため全く同一のものではなく、マザーブレーンが女性人格であるのに対しフェイトは男性人格になっている。